# Yann Le Masson
Pour les articles homonymes, voir Le Masson.
Yann Le Masson est un réalisateur de documentaires et un directeur de la photographie français, né le 27 juin 1930 à Brest (Finistère), mort le 20 janvier 2012 à Avignon (Vaucluse).

## Biographie
Fils d'un officier de Marine, il étudie les mathématiques, puis suit les cours de l'IDHEC d'où il sort avec un diplôme de chef opérateur. Mobilisé en Algérie pendant la Guerre d'indépendance, il consacrera ensuite une part essentielle de son travail comme réalisateur et caméraman à la dénonciation des crimes du colonialisme. Il filmera aussi l'enterrement des victimes de la répression à Charonne  comme celui du militant Pierre Overney, et réalisera entre autres plusieurs documentaires pour le mouvement féministe MLAC.  Yann Le Masson est le cofondateur, en 1974, avec Jean-Michel Carré et Serge Poljinsky, du collectif de production Grain de Sable.

## Filmographie

### Réalisateur
- 1961 : J'ai huit ans[4] coréalisé avec Olga Poliakoff et René Vautier
- 1963 : Sucre amer
- 1973 : Kashima Paradise (Prix Georges-Sadoul en 1973), coréalisé avec Bénie Deswarte[5]
- 1978 : Le poisson commande coréalisé avec Félix Le Garrec et René Vautier
- 1980 : Regarde, elle a les yeux grands ouverts
- 1985 : Heligonka

### Chef opérateur
- 1954 : Quand le soleil dort de Ruy Guerra
- 1960 : Aicha
- 1966 : Les Morutiers de Jean-Daniel Pollet
- 1966 : L'Or et le Plomb
- 1966 : Rosalie (court-métrage)
- 1967 : Tu imagines Robinson
- 1972 : Saravah de Pierre Barouh
- 1973 : Kashima Paradise
- 1974 : Black Love / L'Homme qui voulait violer le monde entier de José Bénazéraf
- 1974 : Les Violons du bal
- 1974 : La Folle de Toujane
- 1975 : La Cecilia
- 1975 : Les Prisons aussi... de Hélène Chatelain, René Lefort
- 1977 : Nucléaire danger immédiat
- 1980 : Aïnama : Salsa pour Goldman de Frank Cassenti
- 1981 : Votre enfant m'intéresse

### Cadreur
- 1966 : Grand Prix
- 1968 : Faut pas prendre les enfants du bon Dieu pour des canards sauvages
- 1970 : Cannabis
- 1973 : Sans sommation
- 1976 : Je t'aime moi non plus
- 1983 : Équateur

## Citations
« Caméraman d’exception et par ailleurs marinier, Yann Le Masson est une légende du cinéma direct dont chaque film balisa l'histoire du geste documentaire. Coréalisé avec Bénie Deswarte, Kashima Paradise (1973) est son chef-d'œuvre. »

— Patrick Leboutte, Kashima Paradise, le cinéma de Yann Le Masson

« Une des clefs de ce bouleversement, cette chose qui manque le plus à la plupart d'entre nous, particulièrement aux cinéastes : le Temps. Le temps de travailler, et aussi, et surtout de ne pas travailler. Le temps de parler, d'écouter, et surtout de se taire. Le temps de filmer et de ne pas filmer, de comprendre, et de ne pas comprendre, de s'étonner, et d’attendre l'au-delà de l'étonnement, le temps de vivre. Le temps de s'habituer aussi, de part et d'autre, et ce n'est pas rien. Même si la limitation de l'équipe de tournage, à deux personnes, réduit déjà le traumatisme martien que provoque un vrai tournage, le temps continue d'apprivoiser, de familiariser. On s'habitue à cette caméra que Yann porte à l'œil comme un myope chausse ses lunettes, pour mieux vous regarder, mon enfant. »

— Chris Marker